# Glory 10: Los Angeles
Glory 10: Los Angeles foi um evento de kickboxing promovido pelo Glory, ocorrido em 28 de setembro de 2013 no Citizens Business Bank Arena em Ontario, California.

## Background
O evento contou com o Torneio de Médios do Glory. Duas lutas pelo torneio aconteceram, com a terceira sendo reserva. Os vencedores das lutas semifinais, avançaram a final no evento principal. O evento também contou com outras lutas não válidas pelo torneio.

## Resultados
^ a: Final do Torneio de Médios.

^ b: Luta Reserva do Torneio de Médios.

^ c: Semifinal do Torneio de Médios.

## Chave do Torneio de Médios do Glory de 2013
|  | Semifinal     | Semifinal     | Semifinal     |               |             | Final       | Final | Final |  |
|  |               |               |               |               |             |             |       |       |  |
|  | Artem Levin   | Artem Levin   | DEC           |               |             |             |       |       |  |
|  | Artem Levin   | Artem Levin   | DEC           |               |             |             |       |       |  |
|  | Jason Wilnis  | Jason Wilnis  | 3-0           |               |             |             |       |       |  |
|  | Jason Wilnis  | Jason Wilnis  | 3-0           |               | Artem Levin | Artem Levin | 3-01  |       |  |
|  |               |               |               |               | Artem Levin | Artem Levin | 3-01  |       |  |
|  |               |               | Joe Schilling | Joe Schilling | DEC         |             |       |       |  |
|  | Joe Schilling | Joe Schilling | Joe Schilling | Joe Schilling | DEC         | DEC         |       |       |  |
|  | Joe Schilling | Joe Schilling |               |               |             |             |       |       |  |
|  | Kengo Shimizu | Kengo Shimizu | 3-0           |               |             |             |       |       |  |

1 Decisão no round extra.